# Sriedniesibirskij
Sriedniesibirskij (ros. Среднесибирский) – osiedle w Rosji, w Kraju Ałtajskim, w rejonie talmieńskim. W 2010 liczyło 2042 mieszkańców.